# Argania pilosa
Argania pilosa är en fjärilsart som beskrevs av Druce 1891. Argania pilosa ingår i släktet Argania och familjen nattflyn. Inga underarter finns listade i Catalogue of Life.